# Zenon Burzawa
Zenon Burzawa (ur. 1 lipca 1961 w Gorzowie Wielkopolskim) – były polski piłkarz, występujący na pozycji napastnika, a obecnie trener.
Znany przede wszystkim z gry w Stilonie Gorzów (128 goli w 349 spotkaniach ligowych) i Sokole Pniewy. W ekstraklasie rozegrał 34 mecze, zdobywając 22 bramki (wszystkie w barwach Sokoła Pniewy). Król strzelców ekstraklasy sezonu 1993/94 (21 goli). W latach 2010–2014 radny miasta Gorzowa Wielkopolskiego z listy Platformy Obywatelskiej.

## Kariera piłkarska
Wychowywał się w podgorzowskich Chwalęcicach, a treningi piłkarskie rozpoczynał w SHR Wojcieszyce. W zespole seniorskim tego klubu – występującym w klasie A – zadebiutował w 1978. W 1982, w czasie odbywania zasadniczej służby wojskowej, trafił do A-klasowej Pogoni Skwierzyna. W 1983 zmienił klub na Pogoń Barlinek. W latach 1984–1993 występował w Stilonie Gorzów. W 1993 przeszedł do I-ligowego Sokoła Pniewy, w barwach którego zagrał 34 spotkania i strzelił 22 bramki, zostając królem strzelców. W 1995 na krótko wyjechał do Francji, gdzie zaliczył epizod w Lyon Duchère AS. W tym samym roku wrócił do Stilonu Gorzów, a po spadku do III ligi przeszedł do drugoligowego Górnika/Aluminium Konin. W 1998 powrócił do Stilonu, w którym zakończył karierę z powodu ciężkiej kontuzji (złamania nogi).

## Kariera trenerska
Po zakończeniu czynnej kariery zawodniczej, z uwagi na swoje wykształcenie (instruktor piłki nożnej), trenował drużyny z niższych klas rozgrywkowych na ziemi lubuskiej. Pracował w: Stilonie Gorzów, Pogoni Barlinek, Dębie Dębno, Meprozecie Stare Kurowo, Spójnii Ośno Lubuskie i Piaście Karnin.